# Sverre Pettersen
Sverre Pettersen, född 1 september 1884 i Kristiania, död 15 mars 1959 i Oslo,  var en norsk dekorationsmålare och formgivare.
Sverre Pettersen var från början inställd på att bli konstmålare, men gick i stället i målarlära och vandrade sedan runt i Europa som gesäll. Han arbetade som teatermålare i Stockholm och i Berlin samt som dekorationsmålare i Bern i Schweiz. År 1912 bosatte han sig i Kristiania. Där etablerade han en målerifirma och var också under en period dekorationsmålare, innan han 1916 övergick till att bli konsthantverkare med bland annat glasmåleri och bokformgivning, inklusive typografi och illustrationer.
År 1928 blev han konstnärlig ledare vid Hadeland Glassverk och genomförde där en grundläggande förnyelse av glasmodellerna och konstföremålen. Han verkade där fram till 1949. 
Förutom glaskonst utformade Sverre Pettersen diplom, ex libris, emblem, bordsstanderter,  kartonger till textilkonstverk samt dekor till keramik och porslin. 
Han medverkade också i uppbyggnaden av reklamlinjen på Statens håndverks- og kunstindustriskole i Oslo. 